# Eucereon ockendeni
Eucereon ockendeni là một loài bướm đêm thuộc phân họ Arctiinae, họ Erebidae.